# Бени (Ен)
Бени (фр. Bény) је насељено место у Француској у региону Рона-Алпи, у департману Ен (Рона-Алпи).
По подацима из 2011. године у општини је живело 714 становника, а густина насељености је износила 39,12 становника/km².

## Демографија
| 1962. | 1968. | 1975. | 1982. | 1990. | 2011. |
| ----- | ----- | ----- | ----- | ----- | ----- |
| 640   | 566   | 503   | 537   | 587   | 714   |